# Alba Longa

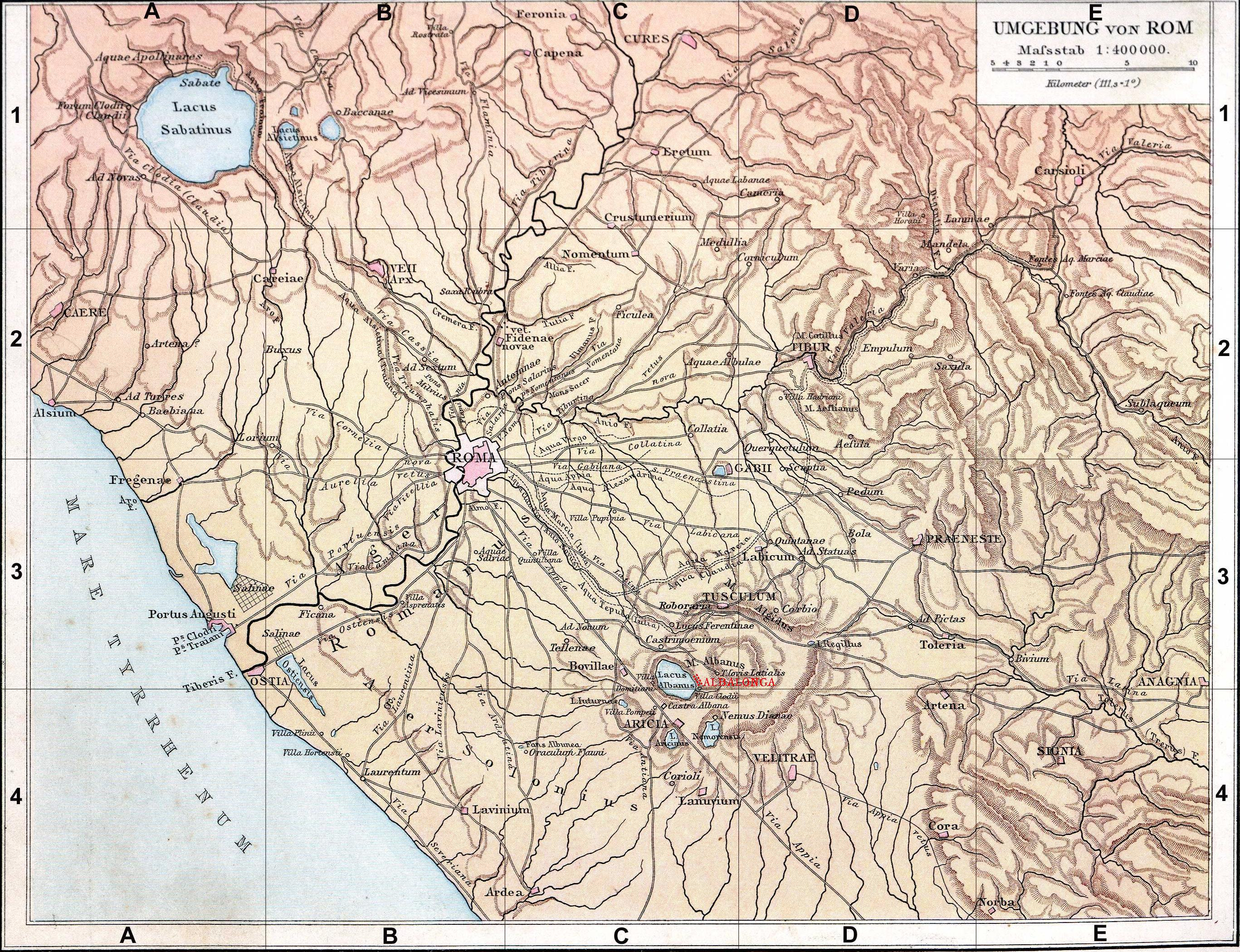
Térkép az ősi Mons Albanus és az Albano tó (Lacus Albano) vidékéről

Alba Longa a legrégibb latin város volt Latiumban, az Albanói-hegységben, a Mons Albanus tövében Rómától 19 km-re délkeletre, a mai Castel Gandolfo közelében feküdt. A latin szövetség központja volt.
A Mons Albanus tetején volt a latin szövetség híres szentélye, Jupiter Latiaris temploma, ahol évente áldozati ünnepeket tartottak.
A legendák szerint i. e. 1152 körül alapította Aeneas fia, Ascanius, akinek utódai alapították Rómát. A városnak semmilyen nyoma nem maradt, mivel a rómaiak i.e. 600 körül árulás miatt teljesen lerombolták és a lakosokat Rómába áttelepítették. Alba Longa környékén később új város alakult ki, ez a mai Albano.